# Ủy ban Phân bổ ngân sách Thượng viện Hoa Kỳ
Ủy ban Phân bổ ngân sách Thượng viện Hoa Kỳ hay còn gọi là Uỷ ban Chuẩn chi Thượng viện Hoa Kỳ (tiếng Anh: United States Senate Committee on Appropriations) là một ủy ban thường trực của Thượng viện Hoa Kỳ có thẩm quyền đối với tất cả các luật chi tiêu tùy ý trong Thượng viện.
Ủy ban Phân bổ ngân sách Thượng viện là ủy ban lớn nhất tại Thượng viện Hoa Kỳ, với 30 thành viên trong Quốc hội khóa 117. Vai trò của nó được xác định bởi Hiến pháp Hoa Kỳ, đòi hỏi phải "trích lập theo luật" trước khi phân bổ bất kỳ khoản tiền nào từ Ngân khố, và ủy ban do đó là một trong những ủy ban quyền lực nhất tại Thượng viện. Ủy ban lần đầu tiên tổ chức họp vào ngày 6 tháng 3 năm 1867, khi quyền lực phân bổ ngân sách không còn là nhiệm vụ của Ủy ban Tài chính.
Chủ tịch Ủy ban Phân bổ ngân sách có quyền lực rất lớn trong việc đưa các dự án đặc biệt về cho bang của mình (đôi khi được gọi là "chi tiêu rổ thịt") cũng như có tiếng nói với các yêu cầu phân bổ ngân sách của các thượng nghị sĩ khác. Ví dụ, trong năm tài chính 2005, bình quân đầu người ở Alaska, tiểu bang quê hương của Chủ tịch Ted Stevens lúc bấy giờ là 12.000 đô la, gấp đôi mức trung bình toàn quốc. Alaska có 11.772 dự án đặc biệt với tổng chi phí là  15.780.623.000 đô la. Con số này chiếm khoảng 4% tổng chi tiêu trong Đạo luật Phân bổ ngân sách Hợp nhất trị giá 388 tỷ USD năm 2005 được Quốc hội thông qua.
Do quyền lực của ủy ban này trên thực tế là lợi ích mà các thượng nghị sĩ mang về cho bang quê hương, không chỉ các bộ phận của các bang, vì vậy sẽ cực kỳ khó khăn để loại bỏ một thành viên của ủy ban này tại một cuộc bầu cử, đặc biệt nếu người đó là chủ tịch tiểu ban. Từ năm 2001 đến năm 2021, mọi Lãnh đạo Đa số Thượng viện đều là thành viên trước đó hoặc đồng thời phục vụ của Ủy ban Phân bổ ngân sách: Tom Daschle (thành viên ủy ban, 1991–1999; lãnh đạo đa số, 2001–2003), Bill Frist (thành viên ủy ban, 1995–2002; lãnh đạo đa số, 2003–2007), Harry Reid (thành viên ủy ban, 1989–2006; lãnh đạo đa số, 2007–2015), Mitch McConnell (thành viên ủy ban hiện tại; lãnh đạo đa số, 2015–2021).

## Thành viên của ủy ban trongQuốc hội khóa 117
| Đa số | Thiểu số |
| --- | --- |
| - Patrick Leahy, Vermont, Chủ tịch - Patty Murray, Washington - Dianne Feinstein, California - Dick Durbin, Illinois - Jack Reed, Đảo Rhode - Jon Tester, Montana - Jeanne Shaheen, New Hampshire - Jeff Merkley, Oregon - Chris Coons, Delaware - Brian Schatz, Hawaii - Tammy Baldwin, Wisconsin - Chris Murphy, Connecticut - Joe Manchin, Tây Virginia - Chris Van Hollen, Maryland - Martin Heinrich, New Mexico | - Richard Shelby, Alabama, Phó Chủ tịch - Mitch McConnell, Kentucky - Susan Collins, Maine - Lisa Murkowski, Alaska - Lindsey Graham, Nam Carolina - Roy Blunt, Missouri - Jerry Moran, Kansas - John Hoeven, North Dakota - John Boozman, Arkansas - Shelley Moore Capito, Tây Virginia - John Kennedy, Louisiana - Cindy Hyde-Smith, Mississippi - Mike Braun, Indiana - Marco Rubio, Florida - Bill Hagerty, Tennessee |

## Chủ tịch Ủy ban
| Chủ tịch | Chủ tịch             | Đảng     | Tiểu bang     | Nhiệm kỳ      |
| -------- | -------------------- | -------- | ------------- | ------------- |
|          | Lot Morrill          | Cộng hòa | Maine         | 1867–1869     |
|          | William P. Fessenden | Cộng hòa | Maine         | 1869          |
|          | Lot Morrill          | Cộng hòa | Maine         | 1869–1871     |
|          | Cornelius Cole       | Cộng hòa | California    | 1871–1873     |
|          | Lot Morrill          | Cộng hòa | Maine         | 1873–1876     |
|          | William Windom       | Cộng hòa | Minnesota     | 1876–1879     |
|          | Henry Davis          | Dân chủ  | West Virginia | 1879–1881     |
|          | William Allison      | Cộng hòa | Iowa          | 1881–1893     |
|          | Francis Cockrell     | Dân chủ  | Missouri      | 1893–1895     |
|          | William Allison      | Cộng hòa | Iowa          | 1895–1908     |
|          | Eugene Hale          | Cộng hòa | Maine         | 1908–1911     |
|          | Francis E. Warren    | Cộng hòa | Wyoming       | 1911–1913     |
|          | Thomas S. Martin     | Dân chủ  | Virginia      | 1913–1919     |
|          | Francis E. Warren    | Cộng hòa | Wyoming       | 1919–1929     |
|          | Wesley L. Jones      | Cộng hòa | Washington    | 1929–1932     |
|          | Frederick Hale       | Cộng hòa | Maine         | 1932–1933     |
|          | Carter Glass         | Dân chủ  | Virginia      | 1933–1946     |
|          | Kenneth McKellar     | Dân chủ  | Tennessee     | 1946–1947     |
|          | Styles Bridges       | Cộng hòa | New Hampshire | 1947–1949     |
|          | Kenneth McKellar     | Dân chủ  | Tennessee     | 1949–1953     |
|          | Styles Bridges       | Cộng hòa | New Hampshire | 1953–1955     |
|          | Carl Hayden          | Dân chủ  | Arizona       | 1955–1969     |
|          | Richard B. Russell   | Dân chủ  | Georgia       | 1969–1971     |
|          | Allen J. Ellender    | Dân chủ  | Louisiana     | 1971–1972     |
|          | John L. McClellan    | Dân chủ  | Arkansas      | 1972–1977     |
|          | Warren G. Magnuson   | Dân chủ  | Washington    | 1977–1981     |
|          | Mark O. Hatfield     | Cộng hòa | Oregon        | 1981–1987     |
|          | John C. Stennis      | Dân chủ  | Mississippi   | 1987–1989     |
|          | Robert C. Byrd       | Dân chủ  | West Virginia | 1989–1995     |
|          | Mark O. Hatfield     | Cộng hòa | Oregon        | 1995–1997     |
|          | Ted Stevens          | Cộng hòa | Alaska        | 1997–2001     |
|          | Robert C. Byrd       | Dân chủ  | West Virginia | 2001          |
|          | Ted Stevens          | Cộng hòa | Alaska        | 2001          |
|          | Robert C. Byrd       | Dân chủ  | West Virginia | 2001–2003     |
|          | Ted Stevens          | Cộng hòa | Alaska        | 2003–2005     |
|          | Thad Cochran         | Cộng hòa | Mississippi   | 2005–2007     |
|          | Robert C. Byrd       | Dân chủ  | West Virginia | 2007–2009     |
|          | Daniel K. Inouye     | Dân chủ  | Hawaii        | 2009–2012     |
|          | Barbara Mikulski     | Dân chủ  | Maryland      | 2012-2015     |
|          | Thad Cochran         | Cộng hòa | Mississippi   | 2015–2018     |
|          | Richard Shelby       | Cộng hòa | Alabama       | 2018–2021     |
|          | Patrick Leahy        | Dân chủ  | Vermont       | 2021–hiện tại |

Ghi chú
1. ↑  Mất ngày 24 tháng 11 năm 1929.
2. ↑  Mất ngày 19 tháng 11 năm 1932.
3. ↑  Mất ngày 28 tháng 5 năm 1946.
4. ↑  Vào đầu Quốc hội khóa 107, tháng 1 năm 2001, Thượng viện bị chia đều. Với việc Tổng thống Bill Clinton và Phó Tổng thống Al Gore của đảng Dân chủ vẫn còn phục vụ cho đến ngày 20 tháng 1, Phó Tổng thống Gore có quyền bỏ phiếu phá vỡ thế hoà và do đó đảng Dân chủ kiểm soát Thượng viện trong 17 ngày, từ ngày 3 tháng 1 đến ngày 20 tháng 1. Vào ngày 3 tháng 1, Thượng viện đã thông qua S. Res. 7 chỉ định các thượng nghị sĩ Đảng Dân chủ làm chủ tịch ủy ban phục vụ trong thời kỳ này và các chủ tịch đảng Cộng hòa sẽ phục vụ có hiệu lực vào trưa ngày 20 tháng 1 năm 2001.
5. ↑  Vào ngày 6 tháng 6 năm 2001, Đảng Dân chủ nắm quyền kiểm soát Thượng viện sau khi Thượng nghị sĩ James Jeffords (VT) chuyển từ Đảng Cộng hòa sang Độc lập và tuyên bố rằng ông sẽ họp kín với Đảng Dân chủ.